# 리본주의
리본주의(ribbonism)는 19세기 아일랜드의 빈곤한 천주교도들 사이에 유행한 운동이다. 그 추종자를 리본맨(ribbonmen)이라고 했다. 리본주의는 지주들과 개신교 단체 오렌지단의 "오렌지주의"에 맞서는 입장에 있었다.
리본펜 섬 결사단(Ribbon Pen Island Society)은 본래 농업비밀결사로, 그 단원들은 농촌지역 아일랜드계 천주교도들이었다. 결사가 조직된 배경은 19세기 초 아일랜드의 절대 다수 소작농과 농업노동자들의 비참한 환경이었다. 결사의 목적은 지주들이 소작농을 바꾸거나 쫓아내는 것을 막는 것이었다. 리본맨들은 마름들과 십일조 징수인들을 공격했고, 이후 소작농의 권리 정책을 요구하는 것으로 발전했다. 이들의 존재가 확인되는 가장 이른 기록은 1817년이며, 그 이름은 단원들이 인식표로 단춧구멍에 초록색 리본을 끼운 것에서 유래했다.
지역에 따라 리본맨들은 우애공제회(Fraternal Society), 애국협회(Patriotic Association), 토끼풀 형제단(Sons of the Shamrock) 등으로 다양하게 불렸다. 리본맨의 조직은 그보다 이른 시기의 비밀결사인 백의당, 방어단과 유사했다. 롯지 단위로 조직이 이루어졌으며, 1820년대에는 잉글랜드의 급진주의 단체들과 접촉하기도 했다.
리본맨은 이념적으로 가톨릭 협회를 지지했으며 아일랜드 섬과 브리튼 섬의 정치적 분리, 지주로부터의 소작농 권리를 주장했다. 아일랜드 북부에서는 리본맨들이 오렌지단과 항쟁하여 유혈 폭동이 벌어지는 일이 잦았고, 다른 지역에서도 아일랜드 국교회의 십일조 징수에 저항하는 수단으로 폭력이 동원되었다. 가톨릭교도 해방령에 대한 불만이 증가하면서 리본주의와 오렌지주의 사이의 긴장도 늘어갔다.
1813년 런던데리주 가르버에서 전투 수준의 충돌이 발생했다. 오렌지단의 롯지 집회가 열리던 술집에 대한 파괴공작을 벌이기 위해 200명 가까이 되는 리본맨들이 작대기와 몽둥이로 무장하고 들이닥쳤다. 그러나 개신교도들이 눈치를 채고 머스킷으로 무장한 채 기다리고 있다가 리본맨들을 격퇴했다. 리본맨 한 명이 죽었고 나머지는 흩어졌다.
1830년 7월 12일, 오렌지단의 연례 행진이 진행되던 와중 런던데리 주 캐슬도슨과 마허라에서 리본맨과 조우, 충돌이 일어났다. 이 충돌에 뒤따른 개신교도들의 폭동으로 천주교도 몇 가구의 집이 불탔다. 같은 해 11월에는 리본맨들이 오렌지단 군악대를 습격해 그들의 북을 찢어놓았다. 오렌지단은 아마주의 천주교도촌인 마허리를 불태우는 것으로 보복했다. 1849년 7월 12일에는 오렌지단 1400여명과 리본맨 1000여명이 무장 충돌한 돌리스 비탈 전투가 벌어졌다. 이 사건의 여파로 천주교도들의 집이 불탔고 천주교도 80여명이 살해당했다.
리본맨들은 1835년-1855년의 십일조 전쟁 때 가장 활발히 활동했다.
리본주의가 하나의 조직적인 음모망이었는지, 아니면 각 지역의 서로 무관한 단체들이 비슷한 행동을 조율 없이 행했던 것인지에 관해서는 역사학자들의 의견이 분분하다.

## 같이 보기
- 백의당